# Большая Таймендра
Большая Таймендра — река в Иркутской области России, правый приток Большого Патома.

## Общая информация
Исток находится на Патомском нагорье, в 210 км к северо-востоку от Бодайбо, на высоте более 766 м над уровнем моря. В верховьях течёт на восток, после впадения реки Суоллах направление меняется на северное, а после впадения реки Иллигирь — на северо-западное. Преимущественно протекает по горной тундре; в нижнем течении в долине — лиственничная тайга с участками ели. Впадает в Большой Патом в 152 км от его устья по правому берегу, выше впадения реки Малая Таймендра, на высоте менее 257 м над уровнем моря. Ширина в нижнем течении — около 60 м при глубине 0,5 м; скорость течения в низовьях — 1 м/с. 
Длина реки составляет 131 км, площадь водосборного бассейна — 1770 км². Населённых пунктов на реке нет.
Притоки длиной 20 км и более:
- Левые: Танарак (длина 23 км)
- Правые: Кынгакит (длина 26 км)

## Данные водного реестра
По данным государственного водного реестра России и геоинформационной системы водохозяйственного районирования территории РФ, подготовленной Федеральным агентством водных ресурсов:
- Бассейновый округ — Ленский
- Речной бассейн — Лена
- Речной подбассейн — Лена между впадением Витима и Олёкмы
- Водохозяйственный участок — Лена от впадения реки Витим до водомерного поста села Мача, без реки Нюи